# Tichborne
Tichborne – wieś w Anglii, w hrabstwie Hampshire, w dystrykcie Winchester, położona nad rzeką Itchen, w granicach parku narodowego South Downs. Leży 14 km na wschód od miasta Winchester i 89 km na południowy zachód od Londynu. W 2001 miejscowość liczyła 168 mieszkańców.